# La Caleta (El Hierro)
La Caleta è una frazione del comune spagnolo di Valverde, situato nel nord-est dell'isola di El Hierro delle Isole Canarie.
Si trova a sud dell'aeroporto di El Hierro. In passato serviva come molo alternativo al porto di La Estaca e in seguito, dopo aver abbandonato la sua tradizione di pesca, divenne un nucleo di seconda residenza. Accanto alla città si trova la stazione di incisione rupestre di La Caleta. Ha una piccola spiaggia di circa 50 metri di ghiaia sabbiosa e roccia, onde ventose e moderate.